# 산마
산마는 참마의 줄기를 말린 것으로 맛이 달고 평한 성질로, 비장과 신장의 기능을 강화한다. 오줌 소태나 유정, 또는 비장이 허하여 생긴 설사 등에 치료 효과가 있다.